# 시니어 이어
《시니어 이어》(영어: Senior Year)는 2022년 공개된 미국의 코미디 영화이다.

## 줄거리
1999년 14살 스테퍼니는 인기 있는 여자아이가 되기로 결심한다.
2002년 졸업반(senior year)인 스테퍼니는 치어리딩팀 주장이 되었으며 인기가 많은 블레인과 사귄다. 블레인의 전 여자친구 티퍼니는 스테퍼니가 프롬 퀸이 될까봐 친구들을 꼬드겨 치어리딩 중에 스테퍼니의 착지를 받지 않게 하여 스테퍼니를 혼수상태에 빠트린다.
2022년 37살이 되어 깨어난 스테퍼니는 고등학교를 마저 마치기로 한다. 여전히 인기에 집착하는 스테퍼니는 학교 교장이 된 친구 마사의 허가 없이 직접 안무한 위험한 동작을 넣은 치어리딩을 선보이고 이를 찍은 영상이 바이럴되면서 결국 인기를 누리게 된다.
블레인과 결혼한 티퍼니는 학내 최고 인기인인 딸 브리의 영향력을 이용해 폐지된 프롬킹-프롬퀸 행사를 부활시킨다. 티퍼니는 투표를 조작해 스테퍼니 대신 브리를 확실한 프롬퀸으로 만들려고 하는데...

## 출연
- 레블 윌슨 - 스테퍼니 "스테프" 콘웨이 역
  - 앵가우리 라이스 - 스테퍼니 아역
- 메리 홀랜드 - 마사 "마스" 라이저 역
- 샘 리처드슨 - 세스 노버셀릭 역
- 조이 차오 - 티퍼니 "티프" 블런솃밸보 역
- 저스틴 하틀리 - 블레인 밸보 역
- 크리스 파넬 - 짐 콘웨이 역
- 아반티카 반다나푸 - 재닛 싱 역
- 조슈아 콜리 - 야즈 역
- 제이드 벤더 - 브리트니 진 "브리" 밸보 역
- 마이클 시미노 - 랜스 해리슨 역
- 제러미 레이 테일러 - 닐 역
- 브랜던 스콧 존스 - T 씨 역
- 얼리샤 실버스톤 - 디애나 루소 역
- 스티브 아오키 - 본인 역